# Schalleriella gravouwensis
Schalleriella gravouwensis är en kvalsterart som beskrevs av Engelbrecht 1972. Schalleriella gravouwensis ingår i släktet Schalleriella och familjen Microzetidae. Inga underarter finns listade i Catalogue of Life.